# Співвідношення Онзагера
Співвідношення Онзагера (рос. соотношеня Онзагера, англ. Onsager relations) — у термодинаміці нерівноважних процесів — система рівнянь, що пов'язують величину потоків енергії (J1) та речовини (J2) у
системі з силами, що їх викликають Х1 та Х2.
J1 = L11X1 + L12X2,
J2 = L21X1 + L21X2,
де L11 — коефіцієнт термічної провідності, L22 — коефіцієнт дифузії, L12 та L21 — коефіцієнти взаємного впливу, які звичайно беруться однаковими.